# Deshidrogenasa
Una deshidrogenasa, dehydrogenase en anglès, és un enzim que catalitza una reacció redox, a la que treu un o més hidrids (H−) del substrat (que resulta oxidat) i els transfereix a un acceptor d'electrons (que resulta reduït). Normalment la transferència es dona al NAD+/NADP+ o a un coenzim flavin com el FAD o FMN. Les deshidrogenases són enzims clau en el metabolisme energètic de la cèl·lula; diverses d'elles actuen en el cicle de Krebs, ruta metabòlica essencial en el catabolisme aerobi. En són exemples l'alcohol deshidrogenasa, l'isocitrat deshidrogenasa o la malat deshidrogenasa.